# Biserica de lemn din Valea Scheiului

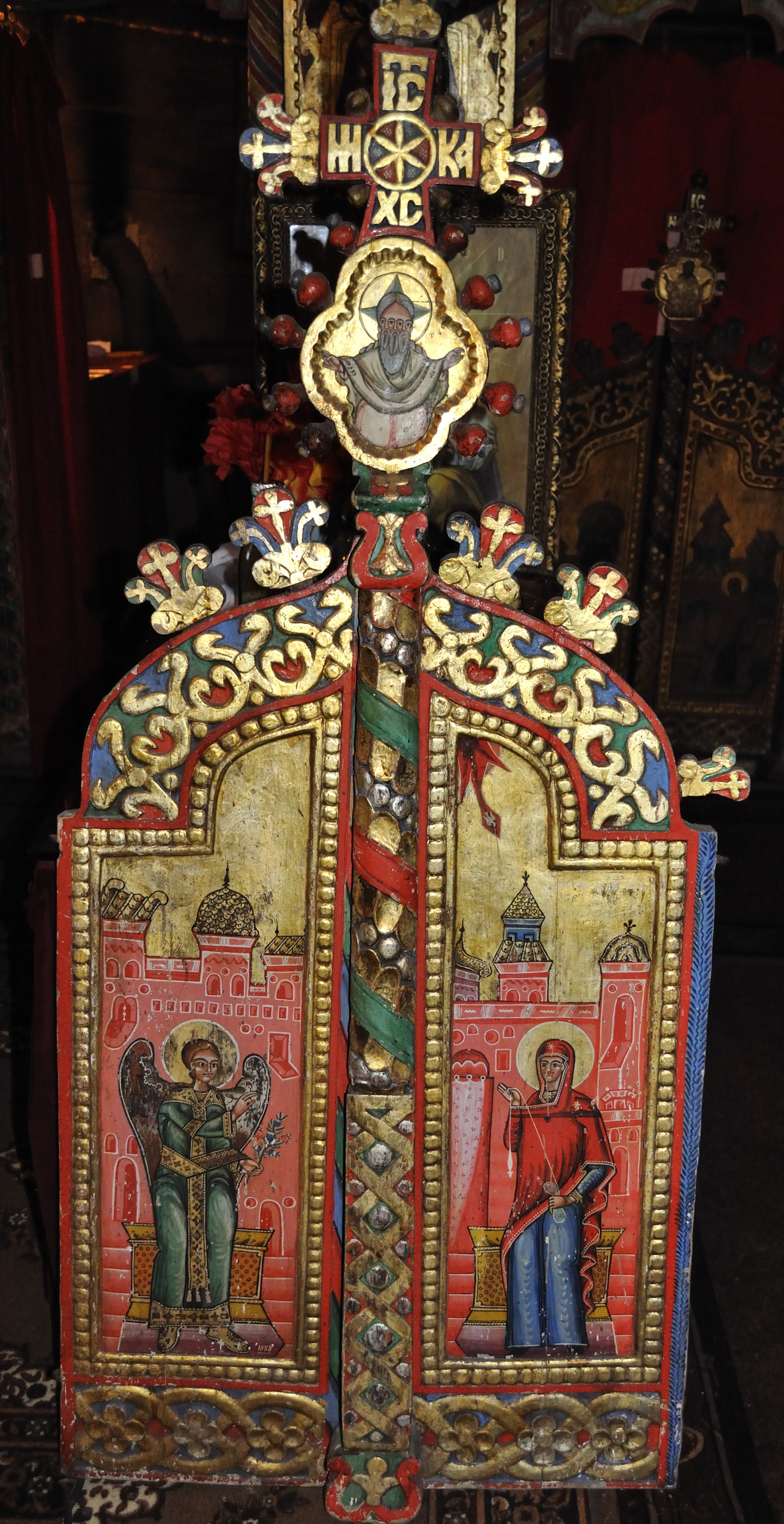
Ușile împărătești ale bisericii de lemn părăsite de la marginea satului Valea Scheiului, foto: iunie 2010

Biserica de lemn din Valea Scheiului, comuna Dănicei, județul Vâlcea, a fost construită în 1767. Are hramul „Înălțarea Domnului". Biserica se află pe noua listă a monumentelor istorice sub codul LMI:  VL-II-m-B-09965.